# Laurent Rens
Laurent Bernard Michel Rens (Ukkel, 23 september 1967) is een Belgisch notaris en voormalig politicus voor de VLD.

## Levensloop
Rens doorliep zijn middelbare studies te Geraardsbergen en het Koninklijk Atheneum te Keerbergen, vervolgens studeerde hij rechten (1993) en notariaat (1994) aan de VUB. In 2007 vatte hij studies filosofie aan, eveneens op de VUB. Beroepshalve is hij sinds 1998 actief als notaris te Geraardsbergen, de vijfde in rij in een notarisgeslacht dat gevestigd werd in 1852. 
Van 1999 tot aan zijn huwelijk met Ann Panis in 2006 zetelde hij als gemeenteraadslid voor de VLD in de gemeenteraad te Geraardsbergen. Hij was lokaal voorzitter van deze partij tot 2012. Zijn vrouw is schepen in deze stad sinds 2007.
Tussen 2014 en 2019 was hij nationaal voorzitter van het Willemsfonds. Hieraan voorafgaand oefende hij reeds verschillend voorzitters- en bestuursmandaten uit in vrijzinnige, liberale en socio-culturele organisaties.